# Charles Rahi Chun
Charles Rahi Chun (* 28. Februar 1967 in New York City) ist ein US-amerikanischer Schauspieler, der unter anderem in den Fernsehshows Criminal Minds, Scrubs, Alle lieben Raymond und Neds ultimativer Schulwahnsinn auftrat.

## Leben
In New York geboren, wuchs Chun zunächst in Salt Lake City auf. Sein Vater arbeitete als Wissenschaftler und Berater, seine Mutter als Krankenschwester, das Paar hat außerdem eine Tochter. Als Chun fünf Jahre alt war, zog seine Familie mit ihm nach Seoul, wo sein Vater als Professor an einem wissenschaftlich-technischen Institut arbeitete. Später besuchte Chun eine Junior High School in Südkalifornien und das Connecticut College, wo er begann als Choreograf und Darsteller von Tanzshows zu arbeiten, bis er sich der Schauspielerei zuwandte.
Chun debütierte 1994 als Schauspieler in dem amerikanischen Actionthriller Pentathlon, wo er einen koreanischen Olympioniken darstellte. Er trat außerdem in Filmen wie Beverly Hills Cop III, Dumm und Dümmer, The Interview und Der Onkel vom Mars auf. 1996 trat er als Gast in der populären Star Trek: Deep Space Nine, Episode Trials and Tribble-ations auf, in welcher er Starfleet spielte, einen Techniker an der USS Enterprise von Raumschiff Enterprise.
Er tauchte in einer einzigen Episode von O.C., California auf, als der Mann, welcher Julie Cooper von Caleb Nichols Haus vertrieb, als ein Doktor in Episode Beyond Belief: Fact Or Fiction? und als ein Call-Girl-besessener ehemaliger Schwager eines District Attorneys in Castles zweiter Staffel. Er hatte außerdem einen Starauftritt bei Big Time Rush als Lucys Vater. Insgesamt spielte er in über hundert TV-Episoden und Filmen mit.